# 県庁通り (福島市)
県庁通り（けんちょうどおり）は、福島県福島市杉妻町の福島県庁前から御山町の信夫山公園入口に至る福島県道及び市道の俗称名である。

## 概要
福島市内を南北に縦断する路線で、福島警察署前交差点（国道13号平和通り交点部）から南が福島県道148号水原福島線の一部区間で北が福島市道29号杉妻町御山線の全区間に相当する。県道部は4車線で中央分離帯にケヤキ並木があり、市道部は全線対向2車線である。歩道や自転車通行帯が整備されている点が本区間の特徴である。
江戸時代に福島城正門（大手門）が存在したことから長らく「大門通り」と呼ばれた。「県庁通り」と呼ばれ始めたのはここ近年の話である。
毎年10月第2日曜日には福島稲荷神社例大祭が行われ、神社周辺の県庁通りなどでは数多くの露店が立ち並び大変な賑わいを見せる。

## 奥州街道
福島市道本町・上町線交差部から福島市道栄町・舟場町線交差部までのおよそ80メートル区間は江戸時代以前からのメインストリート「奥州街道」に該当し、現在でも道路の俗称名として現存しているため奥州街道と県庁通りの重複区間にあたる。
国道（国道4号）に指定されていた時期もある。1971年（昭和46年）4月12日まで福島交通飯坂東線という路面電車が併走していた区間でもある。

## 沿線
南から北の順番に記載
- 福島県庁
- 福島市立福島第一小学校・ふくしま南幼稚園
- 福島警察署
- 大原綜合病院
- 福島市道路元標
- 三共福島ビル -（HOTEL SANKYO FUKUSHIMA（ホテル・サンキョー・フクシマ）・ 福島放送福島支社）
- 福島稲荷神社
- 福島市消防団第一支団
- 新浜公園
- 福島大学附属小学校
- 福島市民会館
- 福島県立橘高等学校
- 福島市体育館・武道場（NCVふくしまアリーナ）
- 松韻学園福島高等学校